# Рос Томас
Рос Томас (на английски: Ross Thomas) е американски сценарист и писател, автор на произведения в жанра криминален роман, в които описва подробно детайлите на разследванията. Писал е и под псевдонима Оливър Блик (на английски: Oliver Bleeck).

## Биография и творчество
Рос Томас е роден на 19 февруари 1926 г. в Оклахома Сити, Оклахома, САЩ.
Израства по време на Голямата депресия. Служи във Филипините по време на Втората световна война. След войната работи като кореспондент, като служител за връзки с обществеността, и политическа стратег на САЩ в Бон, Германия, и в Нигерия.
През 1996 г. публикува първия си криминален роман „The Cold War Swap“ от поредицата „Мак Маккоркъл“ въз основа на опита си в Бон. Книгата печели наградата „Едгар“ за най-добър първи роман.
През 1999 г. излиза първият му роман „The Brass Go-Between“ от поредицата „Загадките на Филип Сейт Айвс“, публикувана под псевдонима Оливър Блик. Главният герой е професионален посредник.
През 1985 г. романът му „Briarpatch“ (Тръните) е удостоен с награда „Едгар“ за най-добър роман.
Рос Томас умира от рак на белите дробове на 18 декември 1995 г. в Санта Моника, Калифорния.
През 2002 г. е удостоен посмъртно с награда за цялостно творчество.

## Произведения

### Самостоятелни романи
- The Seersucker Whipsaw (1967)
- The Singapore Wink (1969)
- The Fools in Town Are On Our Side (1970)
- The Porkchoppers (1972)
- If You Can't Be Good (1973)
Ако не можеш да бъдеш почтен, изд. „Христо Г. Данов“ Пловдив, 1985 г., прев. Юлия Кенова
И бъди добро момиче, изд. ИК „Плеяда“ София, 2012 г., прев. Юлия Кенова
- The Money Harvest (1975)
- Yellow Dog Contract (1976)
- The Eighth Dwarf (1979)
- The Mordida Man (1981)
Подкупващият мъж, изд. „Статус“ София, 1994 г., прев. Димитър Дочев
- Missionary Stew (1983)
Яхния от мисионери, изд. „Статус“ София, 1994 г., прев. Атанас Шопов
- Briarpatch (1984) – награда „Едгар“
- The Fourth Durango (1989)
- Ah, Treachery! (1994)

### Серия „Мак Маккоркъл“ (Mac McCorkle)
1. The Cold War Swap (1966) – награда „Едгар“
2. Cast a Yellow Shadow (1967)
3. The Backup Men (1971)
4. Twilight at Mac's Place (1990)

### Серия „Загадките на Филип Сейт Айвс“ (Philip St. Ives Mystery) – като Оливър Блик
1. The Brass Go-Between (1969)
2. The Procane Chronicle (1971)
3. Protocol for a Kidnapping (1971)
4. The Highbinders (1974)
5. No Questions Asked (1976)

### Серия „Делата на Арти Ву и Куинси Дюрант“ (Arthur Case Wu)
1. Chinaman's Chance (1978)
2. Out On the Rim (1987)
3. Voodoo, Ltd. (1992)
Вуду ООД, изд. „Репортер“ София, 1993 г., прев. Савина Манолова

### Документалистика
- Warriors for the Poor: The Story of VISTA, Volunteers In Service to America (1969) – с Уилям Крук
- Spies, Thumbsuckers, Etc. (1989)

### Екранизации
- 1976 Сейнт Айвс – по романа „The Procane Chronicle“
- 1982 Hammett – участва и в епизодична роля
- 1985 Hardcastle and McCormick – ТВ сериал, 1 епизод
- 1984 – 1985 Simon & Simon – ТВ сериал, 2 епизода, сюжет
- 1981 – 1985 Tales of the Unexpected – ТВ сериал, 9 епизода, драматизация
- 1990 Tales from the Crypt – ТВ сериал, 1 епизод, сценарий
- 1993 Bound by Honor – сюжет
- 1995 Лоша компания – сюжет